# Mezloug
Mezloug (în arabă مزلوق) este o comună din provincia Sétif, Algeria.
Populația comunei este de 16.976 de locuitori (2008).